# Ziad Jaziri
Ziad Jaziri (Susa, 12 de julho de 1978) é um futebolista tunisiano. Disputou as copas de 2002 e 2006.

## Títulos
Tunísia
- Campeonato Africano das Nações: 2004